# مارتن غونارسون
مارتن غونارسون (بالإنجليزية: Martin Gunnarsson)‏ هو لاعب رماية أمريكي، ولد في 30 مارس 1927 في توريبودا في السويد، وتوفي في 23 سبتمبر 1982 في مقاطعة تشاتاهوتشي في الولايات المتحدة.

## وصلات خارجية
- مارتن غونارسون على موقع أوليمبيديا (الإنجليزية)